# Lobispa expansa
Lobispa expansa es una especie de insecto coleóptero de la familia Chrysomelidae.
Fue descrita científicamente por Staines, en el 2001.